# توشکوروو
توشکوروو (به لاتین: Toshkurovo) یک منطقهٔ مسکونی در روسیه است که در باشقیرستان واقع شده‌است.